# Lana Turner
Lana Turner, nome artístico de Julia Jean Mildred Frances Turner (Wallace, 8 de fevereiro de 1921 — Los Angeles, 29 de junho de 1995), foi uma atriz norte-americana. Ao longo de sua carreira de quase 50 anos, ela alcançou fama como estrela de cinema e modelo pin-up, bem como por sua vida pessoal altamente divulgada. Na década de 1940, Turner foi uma das atrizes mais bem pagas dos Estados Unidos e uma das maiores estrelas da Metro-Goldwyn-Mayer (MGM), com seus filmes ganhando mais de 50 milhões de dólares para o estúdio durante seu contrato de 18 anos com eles. É frequentemente citada como um ícone da cultura popular do glamour de Hollywood e uma lenda do cinema clássico de Hollywood.

## Biografia
Filha de Mildred Frances Cowan e John Virgil Turner, foi descoberta, aos quinze anos, em 1936, tomando uma coca-cola na lanchonete "Top Rat Café" na rua Highland, em Hollywood pelo produtor do jornal "Hollywood Report", W.R.Wilkerson. Foi contratada, a 50 dólares por semana, por Mervyn LeRoy, diretor da Warner tendo estreado em 1937, no filme "They won't forget". Ela era a "Garota do Suéter", considerada símbolo sexual entre as décadas de 1940 e 1950 e tornou-se uma das atrizes mais bem pagas da época.

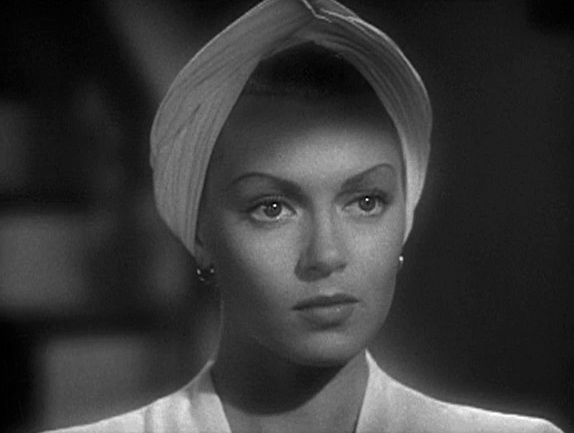
The Postman Always Rings Twice (1946)

Percorreu várias etapas até alcançar o estrelado em "O Destino bate à sua porta" (The Postman Always Rings Twice) de 1946. A estrela era esbanjadora e maníaca por sapatos. Foi casada e separada sete vezes além de ter mantido casos amorosos com várias personalidades como Victor Mature, Howard Hughes, Gene Krupa, Robert Stack, Tony Martin, Clark Gable, Fernando Lamas, Peter Lawford e Rex Harrison, entre outros. Teve uma única filha com Joseph Stephen Crane. Os outros maridos foram o músico Artie Shaw, o milionário Henry J. Topping, o ator(e ex-Tarzan) Lex Barker, Fred May, o produtor Bob Eaton e o hipnotizador Joe Robert Dante, que roubou-lhe dinheiro e jóias. Apesar disso o grande amor de sua vida foi o ator Tyrone Power com quem não se casou.
Um dos grandes escândalos de Hollywood envolveu a filha da atriz, Cheryl Christina Crane, que acusava a mãe de abandono e, em 1958 assassinou Johnny Stompanato, um dos amantes de Lana com uma faca de cozinha. Nessa época a estrela era constantemente agredida pelo gângster Stompanato e ameaçada de ter seu rosto desfigurado caso ela deixasse de lhe sustentar. Cheryl foi absolvida pelo crime.
Lana passou um longo tempo em depressão causada pelo álcool. Apesar de toda a tragédia e da vida sofrida de Lana, sua filha Cheryl demonstrou muito carinho pela mãe em sua autobiografia "Detour - a Hollywood tragedy" enfatizando ainda que tinha muito orgulho de haver matado para defender a mãe. Fez uma participação especial na série de televisão de horário nobre, Falcon Crest, entre 1982 e 1983. Em 1985 foi lançado o livro "Lana", uma autobiografia da estrela.

## 1986–1995: Doença e morte
Turner bebia regularmente e fumava durante a maior parte de sua vida. Durante seu contrato com a MGM, as fotos que a mostravam segurando cigarros tiveram que ser retocadas a pedido do estúdio em um esforço para esconder o fumo. Com 60 e poucos anos, Turner parou de beber para preservar sua saúde, mas não conseguiu parar de fumar. Ela foi diagnosticada com câncer na garganta na primavera de 1992. Em um comunicado à imprensa, ela afirmou que o câncer havia sido detectado precocemente e não havia danificado suas cordas vocais ou laringe. Ela foi submetida a uma cirurgia exploratória para remover o câncer, mas havia metástase em sua mandíbula e pulmões. Depois de passar por radioterapia, Turner anunciou que estava em remissão total no início de 1993. O câncer voltou em julho de 1994.
Em setembro de 1994, Turner fez sua última aparição pública no Festival Internacional de Cinema de San Sebastián, na Espanha, para receber o prêmio Lifetime Achievement Award, e ficou confinada a uma cadeira de rodas durante grande parte do evento. Ela morreu nove meses depois, aos 74 anos, em 29 de junho de 1995, de complicações do câncer, em sua casa em Century City, Los Angeles, com sua filha ao seu lado. De acordo com Cheryl, a morte de Turner foi um "choque total", pois ela parecia estar em melhor estado de saúde e havia completado recentemente sete semanas de radioterapia. Os restos mortais de Turner foram cremados e entregues a Cheryl. Segundo vários relatos, as cinzas ainda estariam em posse de Cheryl, enquanto outros relatos dizem que as cinzas foram espalhadas no oceano, mas o oceano e a localização variam de acordo com as fontes.
Cheryl e sua parceira Joyce LeRoy, que Turner disse ter aceitado "como uma segunda filha", herdaram alguns dos pertences pessoais de Turner e $ 50.000 no testamento de Turner. Sua propriedade foi estimada em documentos judiciais em 1 milhão e 700 mil dólares. Turner deixou a maior parte de sua propriedade para sua empregada, Carmen Lopez Cruz, que foi sua companheira por 45 anos e cuidadora durante sua doença final. Cheryl contestou o testamento e Cruz disse que a maior parte do patrimônio foi consumida por custos de inventário, honorários advocatícios e despesas médicas.

## Legado
Turner foi notada pelos historiadores como um símbolo sexual, um ícone da cultura popular e "um símbolo do sonho americano realizado ... como tendo nascido em uma cabana de madeira."  O crítico Leonard Maltin observou em 2005 que Turner "veio para cristalizar as alturas opulentas às quais o show business poderia levar uma garota de cidade pequena, bem como suas profundezas mais sombrias, trágicas e narcisistas ". Ela também foi citada por estudiosos como um ícone gay por causa de sua personalidade glamorosa e triunfo sobre lutas pessoais. Embora as discussões em torno de Turner tenham sido amplamente baseadas em sua prevalência cultural, pouco estudo acadêmico foi realizado sobre sua carreira, e a opinião de seu legado como atriz dividiu os críticos. Após a morte de Turner, John Updike escreveu no The New Yorker que ela "era uma peça de época desbotada, uma rainha do glamour à moda antiga cujos cinquenta e quatro filmes, ao longo de quatro décadas, não somaram, retrospectivamente, muito ... Ela era puramente um produto feito em estúdio."
Defensores da habilidade de atuação de Turner, como Jessica Hope Jordan e James Robert Parish, citam sua atuação em The Postman Always Rings Twice como um argumento para o valor de seu trabalho. O papel de Turner no filme também fez com que ela fosse frequentemente associada ao filme noir e ao arquétipo da femme fatale nos círculos críticos. Em uma retrospectiva da Films in Review de 1973 sobre sua carreira, Turner foi referida como "um mestre da técnica cinematográfica e um artesão trabalhador". Jeanine Basinger também defendeu a atuação de Turner, escrevendo sobre sua atuação em The Bad and the Beautiful: "Nenhum dos símbolos sexuais que foram apresentados como atrizes - nem Hayworth, Gardner, Taylor ou Monroe - jamais tiveram uma performance tão boa".
Por causa das interseções entre a personalidade glamourosa e de alto perfil de Turner e a vida pessoal célebre e muitas vezes conturbada, ela é incluída em discussões críticas sobre o sistema de estúdio de Hollywood, especificamente sua capitalização sobre os trabalhos privados de suas estrelas. Basinger a considera o "epítome do estrelato feito à máquina de Hollywood". Turner também foi citada em discussões acadêmicas sobre a sexualidade das mulheres.
Turner foi retratada e referenciada em inúmeras obras na literatura, cinema, música e arte. Ela foi o tema do poema "Lana Turner has collapsed" por Frank O'Hara, e foi retratada como um personagem menor em L.A. Confidential (1990), romance de James Ellroy . O assassinato de Stompanato e suas consequências também foram a base do romance de Harold Robbins, chamado  Where Love Has Gone (1962). Na música popular, Turner foi referenciada em canções gravadas por Nina Simone e Frank Sinatra, e foi a fonte do nome artístico da cantora e compositora Lana Del Rey. Em 2002, o artista Eloy Torrez incluiu Turner em um mural ao ar livre, Portrait of Hollywood, pintado no auditório da Hollywood High School, sua alma mater. Turner tem uma estrela na Calçada da Fama de Hollywood em 6241 Hollywood Boulevard. Em 2012, Complex a nomeou a oitava atriz mais infame de todos os tempos.

## Filmografia
- 1937 - Esquecer, Nunca (They Won't Forget)
- 1938 - The Adventures of Marco Polo
- 1938 - Love Finds Andy Hardy (O amor encontra Andy Hardy)
- 1938 - Dramatic School
- 1941 - Quero-te como És (Honky Tonk)
- 1941 - A Vida É Um Teatro (Ziegfeld Girl)
- 1941 - O Médico e o Monstro (Dr. Jekyll and Mr. Hyde)
- 1942 - Ainda Serás Minha (Somewhere I'll Find you)
- 1942 - A Estrada Proibida (Johnny Eager)
- 1944 - A Felicidade Vem Depois (Marriage is a Private Affair)
- 1945 - Eram Três Mulheres (Keep Your Powder Dry)
- 1945 - Aqui Começa a Vida (Weekend at the Waldorf)
- 1946 - O Destino Bate à sua Porta (The Postman Always Rings Twice)
- 1947 - O Eterno Conflito (Cass Timberlane)

- 1947 - A Rua do Delfim Verde (Green Dolphin Street)
- 1948 - Os Três Mosqueteiros (The Three Musketeers)
- 1948 - O Amor que Me Deste (Homecoming)
- 1950 - Perdidamente Tua (A Life of Her Own)
- 1951 - É Proibido Amar (Mr. Imperium)
- 1952 - Assim Estava Escrito (The Bad and the Beautiful)
- 1952 - A Viúva Alegre (The Merry Widow)
- 1953 - Meu Amor Brasileiro (Latin Lovers)
- 1954 - Atraiçoado (Betrayed)
- 1955 - As Chuvas de Ranchipur (The Rains of Ranchipur)
- 1955 - Mares Violentos (The Sea Chase)
- 1955 - O Filho Pródigo (The Prodigal)
- 1956 - Diana de França (Diane)
- 1957 - A Caldeira do Diabo (Peyton Place)

- 1958 - A Força do Amor (The Lady Takes a Flyer)
- 1958 - Vítima de Uma Paixão (Another Time, Another Place)
- 1959 - Imitação da Vida (Imitation of Life)
- 1960 - Retrato Negro (Portrait in Black)
- 1961 - Solteiro no Paraíso (Bachelor in Paradise)
- 1961 - O Amor Tudo Vence (By Love Possessed)
- 1962 - Ela Topou a Parada (Who's Got the Action?)
- 1965 - O Amor tem Muitas Faces (Love has many faces)
- 1966 - Madame X (Madame X)
- 1974 - O Cemitério (The Graveyard)
- 1976 - Amargo Amor (Bittersweet Love)
- 1980 - A Poção Mágica (Witches Brew)